# Wright Whirlwind

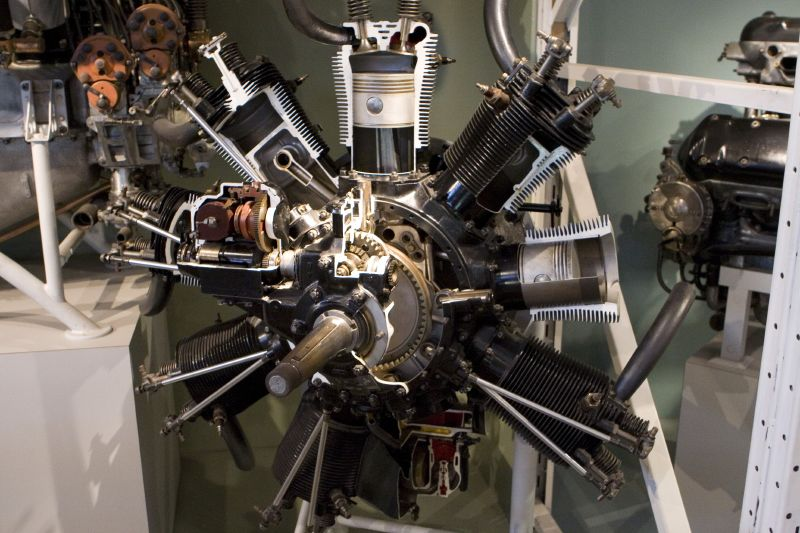
Teilweise geöffneter Wright J-4B im Canada Aviation Museum

Wright Whirlwind ist eine Familie von luftgekühlten Flugzeugsternmotoren, die vom US-amerikanischen Unternehmen Wright Aeronautical gebaut wurden. Ursprünglich bestehend aus Neunzylindern, wurde die Familie später auch auf Fünf- und Siebenzylinder erweitert. Doppelsternmotoren mit vierzehn Zylindern wurden ebenfalls entwickelt, jedoch nicht in Serie gebaut.

## Beschreibung
Der erste Whirlwind war ein direkter Nachfolger des Lawrance J-1, einem luftgekühlten Neunzylindersternmotor, der von Lawrance Aero Engine Company für die US-Navy gebaut worden war. Da die Navy zu dieser Zeit Sternmotoren bevorzugte, aber Zweifel daran hegte, dass Lawrance in der Lage wäre, eine ausreichende Zahl von Motoren zu bauen, zwang sie Wright 1923 dazu, Lawrence aufzukaufen und den J-1 selbst zu fertigen. Der J-1 von Wright war der erste der R-790-Whirlwind-Baureihe. Kurz danach folgte die Modelle J-3, J-4, J-4A, J-4B und schließlich der beliebte und erfolgreiche J-5 im Jahr 1925.
1928 ersetzt Wright den R-790 durch die Baureihe J-6 Whirlwind, bei der ein Kompressor zur Motoraufladung eingeführt wurde, um die Motorleistung zu erhöhen. Des Weiteren wurden die Zylinder durch erweiterte Bohrungen vergrößert. Die Baureihe beinhaltete drei Modelle: den R-975 mit neun Zylindern, den R-760 mit sieben Zylindern und den R-540 mit fünf Zylindern und bot dadurch ein Spektrum verschiedener Motorleistungen auf Basis der gleichen Konstruktion an. Der R-975 war das beliebteste Modell und wurde auch in Panzerfahrzeugen während des Zweiten Weltkriegs eingesetzt.
Mit dem R-1510 mit 600 PS (441 kW) und dem R-1670 mit 800 PS (588 kW) entwickelte Wright Mitte der 1930er Jahre auch zwei Doppelsternmotoren mit vierzehn Zylindern. Diese wurden in verschiedenen Prototypen von Militärflugzeugen eingesetzt, aber keiner der beiden wurde in Serie gebaut.
Die luftgekühlten Whirlwinds waren leichter und zuverlässiger als wassergekühlte Motoren mit gleicher Leistung, da die Kühlsysteme zusätzliches Gewicht und zusätzliche Wartung bedeuteten. Aufgrund dieser Vorteile wurden Whirlwind-Motoren zahlreich gebaut und eingesetzt. Hersteller wie Continental Motors, Hispano-Suiza und Motorostroitel bauten sie in Lizenz.

## Modelle der Baureihe
- J-5 / R-790: Neunzylindersternmotor, 200 PS (147 kW). Gebaut von 1923 bis 1928.
- J-6-5 / R-540: Fünfzylindersternmotor, 165 PS (121 kW). Gebaut von 1928 bis 1937.
- J-6-7 / R-760: Siebenzylindersternmotor, 225 PS (165 kW) bis 350 PS (257 kW). Gebaut von 1928 bis 1945.
- J-6-9 / R-975: Neunzylindersternmotor, 300 PS (221 kW) bis 450 PS (331 kW). Gebaut von 1928 bis in die 1950er.
- R-1510: doppelreihiger Vierzehnzylindersternmotor, 600 PS (441 kW). Eingeführt 1933, nur Prototypen.
- R-1670: doppelreihiger Vierzehnzylindersternmotor, 800 PS (588 kW). Eingeführt 1934, nur Prototypen.